# Médaille polaire
 (décembre 2024).
Si vous disposez d'ouvrages ou d'articles de référence ou si vous connaissez des sites web de qualité traitant du thème abordé ici, merci de compléter l'article en donnant les références utiles à sa vérifiabilité et en les liant à la section « Notes et références ».

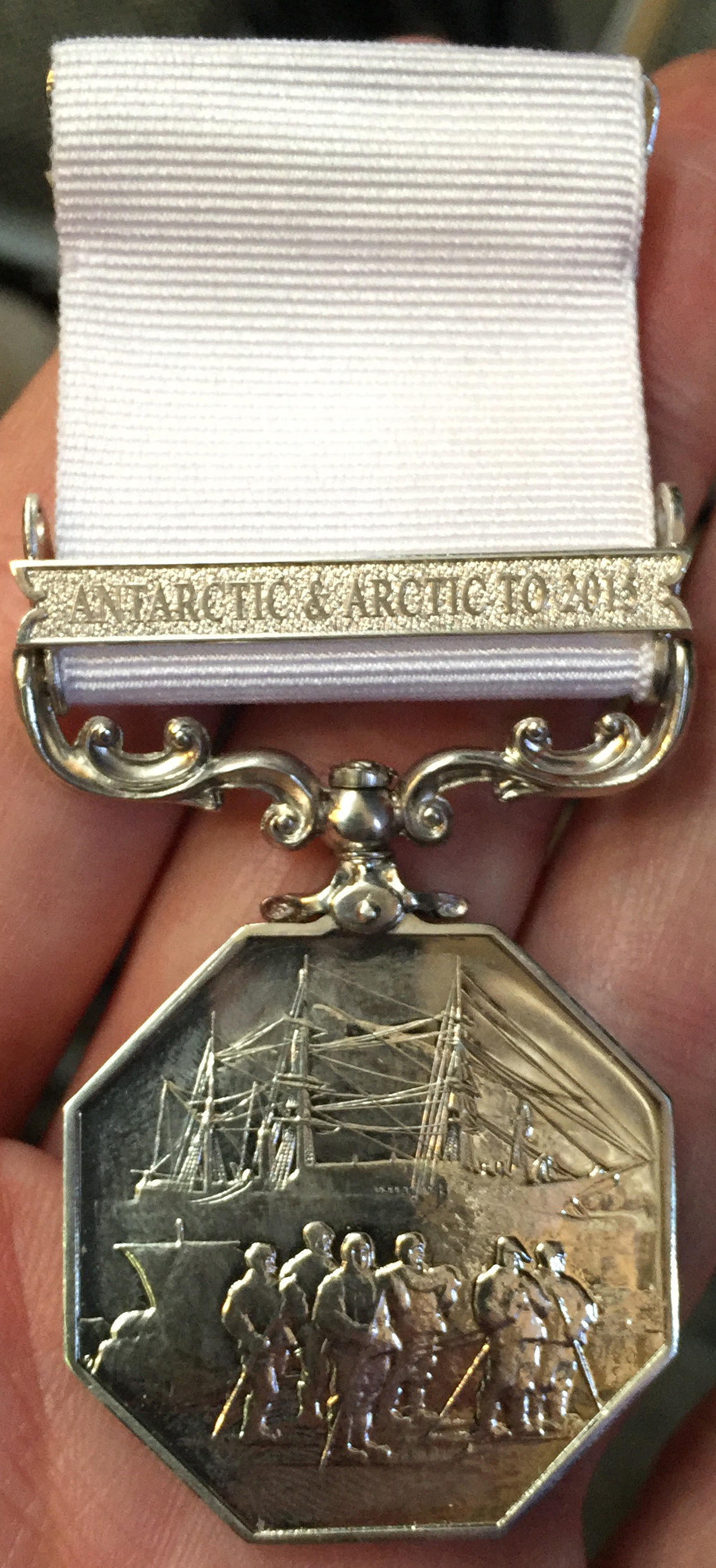
Médaille polaire

La médaille polaire (Polar Medal) est une médaille attribuée par le souverain du Royaume-Uni. Elle a d'abord été instituée en 1857 comme médaille arctique pour récompenser les premiers explorateurs essayant de découvrir le passage du Nord-Ouest.
La médaille polaire a été accordée à tous ceux qui ont participé à une expédition polaire approuvée par le gouvernement de l'un des pays du Commonwealth. Cependant, de nos jours, la médaille polaire est seulement attribuée à certains individus britanniques pour leurs efforts extrêmes contre les conditions difficiles qui existent dans l'Arctique et l'Antarctique.
La médaille est octogonale. Sur une face se trouve le visage du monarque régnant à l'époque de la remise tandis que l'autre face montre le Discovery avec un traîneau au premier plan. Le ruban de la médaille est blanc. Un total de 880 médailles de bronze et 245 médailles d'argent ont été données pour des expéditions antarctiques et 73 médailles pour les expéditions arctiques[réf. nécessaire].
L'Australie, le Canada et la Nouvelle-Zélande ont depuis[Depuis quand ?] créé leur propre médaille polaire.

## Historique
Les premières récompenses ont été décernées aux membres de l'expédition de Sir John Franklin qui disparurent en 1847 dans leur quête du passage du nord-ouest. Une deuxième médaille arctique a été donnée aux équipiers de trois navires explorant dans l'Arctique vers 1875-76.
En 1904, une troisième série nommée « médaille polaire », a été instituée pour les membres de l'expédition Discovery de Robert Falcon Scott en Antarctique. Des médailles ont été également attribuées aux membres des expéditions Nimrod et Endurance d'Ernest Shackleton.
D'autres médailles polaires ont été attribuées aux membres de l'expédition de Douglas Mawson en 1911, notamment au soldat australien Leslie Russell Blake qui a participé ensuite aux combats durant la Première Guerre Mondiale en France.